# Брайтенгюсбах
Брайтенгюсбах (нем. Breitengüßbach) — община в Германии, в земле Бавария.
Подчиняется административному округу Верхняя Франкония. Входит в состав района Бамберг. Население составляет 4672 человека (на 31 декабря 2010 года). Занимает площадь 16,86 км².

## География

### Соседние муниципалитеты
Соседние муниципалитеты (начиная с Севера по часовой стрелке): Цапфендорф, Шеслиц, Меммельсдорф, Кеммерн, Баунах и Раттельсдорф

### Населённые пункты
Брайтенгюсбах делится на пять районов (в скобках численность населения, по состоянию на 31. Декабря 2011 года):
- Брайтенгюсбах (3486)
- Унтероберндорф (682)
- Хоенгюсбах c Лаймерсхоф (196)
- Цюксхут (359)

## Население
По оценке на 31 декабря 2015 года население общины составляет 4513 чел.
| Дата      | 1840 | 1871 | 1900 | 1925 | 1939 | 1950 | 1961 | 1970 | 1987 | 2011 |
| --------- | ---- | ---- | ---- | ---- | ---- | ---- | ---- | ---- | ---- | ---- |
| Население | 1225 | 1252 | 1270 | 1417 | 1544 | 2186 | 2434 | 2915 | 3583 | 4499 |

| Год       | 1960 | 1970 | 1980 | 1990 | 2000 | 2009 | 2010 | 2011 | 2012 | 2013 | 2014 | 2015 |
| --------- | ---- | ---- | ---- | ---- | ---- | ---- | ---- | ---- | ---- | ---- | ---- | ---- |
| Население | 2435 | 2948 | 3314 | 3818 | 4529 | 4643 | 4672 | 4513 | 4578 | 4586 | 4573 | 4513 |

## Как добраться

### Автомобиль
- Шоссе А-73 (Нюрнберг − Зуль)
- Федеральная трасса 4 (Нюрнберг − Гамбург − Бад-Брамштедт)
- Федеральная трасса 279 (Брайтенгюсбах − Эберн − Фульда)
- Хайвей 2197